# I liga urugwajska w piłce nożnej (1937)
- Mistrz Urugwaju 1937: CA Peñarol
- Wicemistrz Urugwaju 1937: Club Nacional de Football
- Spadek do drugiej ligi: nikt nie spadł
- Awans z drugiej ligi: Liverpool Montevideo

Mistrzostwa Urugwaju w roku 1937 były mistrzostwami rozgrywanymi według systemu, w którym wszystkie kluby rozgrywały ze sobą mecze każdy z każdym u siebie i na wyjeździe, a o tytule mistrza i dalszej kolejności decydowała końcowa tabela. Ponieważ nikt nie spadł i jednocześnie awansował jeden klub – liga zwiększyła się z 10 do 11 klubów.

## Primera División

### Kolejka 1
| Mecz                                                   |
| ------------------------------------------------------ |
| CA Bella Vista – CA Peñarol 1:0                        |
| Club Nacional de Football – River Plate Montevideo 1:0 |
| Sud América Montevideo – Montevideo Wanderers 2:1      |
| Rampla Juniors – Defensor Sporting 4:3                 |
| Central Montevideo – Racing Montevideo 2:2             |

### Kolejka 2
| Mecz                                                 |
| ---------------------------------------------------- |
| Montevideo Wanderers – Club Nacional de Football 1:1 |
| CA Peñarol – Sud América Montevideo 1:0              |
| Rampla Juniors – Central Montevideo 4:1              |
| River Plate Montevideo – Defensor Sporting 2:0       |
| Racing Montevideo – CA Bella Vista 1:0               |

### Kolejka 3
| Mecz                                              |
| ------------------------------------------------- |
| CA Peñarol – Rampla Juniors 1:0                   |
| Club Nacional de Football – Defensor Sporting 0:0 |
| Montevideo Wanderers – Racing Montevideo 2:0      |
| CA Bella Vista – River Plate Montevideo 2:0       |
| Central Montevideo – Sud América Montevideo 3:1   |

### Kolejka 4
| Mecz                                              |
| ------------------------------------------------- |
| Club Nacional de Football – Racing Montevideo 2:1 |
| CA Peñarol – Central Montevideo 4:2               |
| Defensor Sporting – Montevideo Wanderers 2:1      |
| Sud América Montevideo – CA Bella Vista 5:2       |
| River Plate Montevideo – Rampla Juniors 1:1       |

### Kolejka 5
| Mecz                                                |
| --------------------------------------------------- |
| CA Peñarol – Racing Montevideo 3:1                  |
| Club Nacional de Football – Central Montevideo 1:0  |
| Rampla Juniors – Montevideo Wanderers 3:2           |
| Defensor Sporting – CA Bella Vista 3:3              |
| River Plate Montevideo – Sud América Montevideo 2:1 |

### Kolejka 6
| Mecz                                            |
| ----------------------------------------------- |
| Club Nacional de Football – Rampla Juniors 4:1  |
| CA Peñarol – Defensor Sporting 3:1              |
| Montevideo Wanderers – CA Bella Vista 4:1       |
| Sud América Montevideo – Racing Montevideo 2:0  |
| River Plate Montevideo – Central Montevideo 2:1 |

### Kolejka 7
| Mecz                                                   |
| ------------------------------------------------------ |
| Montevideo Wanderers – CA Peñarol 1:0                  |
| Sud América Montevideo – Club Nacional de Football 2:2 |
| River Plate Montevideo – Racing Montevideo 2:2         |
| Central Montevideo – Defensor Sporting 4:0             |
| CA Bella Vista – Rampla Juniors 0:0                    |

### Kolejka 8
| Mecz                                              |
| ------------------------------------------------- |
| River Plate Montevideo – Montevideo Wanderers 3:2 |
| Defensor Sporting – Racing Montevideo 2:1         |
| Central Montevideo – CA Bella Vista 1:0           |
| CA Peñarol – Club Nacional de Football 2:2        |
| Sud América Montevideo – Rampla Juniors 1:1       |

### Kolejka 9
| Mecz                                           |
| ---------------------------------------------- |
| Club Nacional de Football – CA Bella Vista 3:1 |
| CA Peñarol – River Plate Montevideo 5:2        |
| Racing Montevideo – Rampla Juniors 1:0         |
| Montevideo Wanderers – Central Montevideo 5:0  |
| Defensor Sporting – Sud América Montevideo 4:1 |

### Kolejka 10
| Mecz                                                   |
| ------------------------------------------------------ |
| CA Peñarol – CA Bella Vista 4:1                        |
| Club Nacional de Football – River Plate Montevideo 2:1 |
| Montevideo Wanderers – Sud América Montevideo 2:0      |
| Rampla Juniors – Defensor Sporting 5:1                 |
| Central Montevideo – Racing Montevideo 0:0             |

### Kolejka 11
| Mecz                                                 |
| ---------------------------------------------------- |
| Montevideo Wanderers – Club Nacional de Football 1:1 |
| CA Peñarol – Sud América Montevideo 4:1              |
| Rampla Juniors – Central Montevideo 2:2              |
| River Plate Montevideo – Defensor Sporting 6:1       |
| Racing Montevideo – CA Bella Vista 3:2               |

### Kolejka 12
| Mecz                                              |
| ------------------------------------------------- |
| Rampla Juniors – CA Peñarol 1:0                   |
| Club Nacional de Football – Defensor Sporting 2:1 |
| Montevideo Wanderers – Racing Montevideo 4:1      |
| River Plate Montevideo – CA Bella Vista 4:2       |
| Sud América Montevideo – Central Montevideo 3:2   |

### Kolejka 13
| Mecz                                              |
| ------------------------------------------------- |
| Club Nacional de Football – Racing Montevideo 2:1 |
| CA Peñarol – Central Montevideo 2:1               |
| Montevideo Wanderers – Defensor Sporting 2:0      |
| CA Bella Vista – Sud América Montevideo 3:1       |
| River Plate Montevideo – Rampla Juniors 5:4       |

### Kolejka 14
| Mecz                                                |
| --------------------------------------------------- |
| CA Peñarol – Racing Montevideo 6:1                  |
| Club Nacional de Football – Central Montevideo 4:1  |
| Rampla Juniors – Montevideo Wanderers 3:0           |
| CA Bella Vista – Defensor Sporting 6:1              |
| River Plate Montevideo – Sud América Montevideo 1:1 |

### Kolejka 15
| Mecz                                            |
| ----------------------------------------------- |
| Club Nacional de Football – Rampla Juniors 5:1  |
| CA Peñarol – Defensor Sporting 5:1              |
| Montevideo Wanderers – CA Bella Vista 1:0       |
| Sud América Montevideo – Racing Montevideo 1:1  |
| Central Montevideo – River Plate Montevideo 4:2 |

### Kolejka 16
| Mecz                                                   |
| ------------------------------------------------------ |
| CA Peñarol – Montevideo Wanderers 4:2                  |
| Club Nacional de Football – Sud América Montevideo 2:0 |
| River Plate Montevideo – Racing Montevideo 3:1         |
| Central Montevideo – Defensor Sporting 2:1             |
| CA Bella Vista – Rampla Juniors 2:2                    |

### Kolejka 17
| Mecz                                              |
| ------------------------------------------------- |
| River Plate Montevideo – Montevideo Wanderers 0:0 |
| Racing Montevideo – Defensor Sporting 5:3         |
| Central Montevideo – CA Bella Vista 2:2           |
| CA Peñarol – Club Nacional de Football 4:0        |
| Sud América Montevideo – Rampla Juniors 0:0       |

### Kolejka 18
| Mecz                                           |
| ---------------------------------------------- |
| Club Nacional de Football – CA Bella Vista 1:1 |
| CA Peñarol – River Plate Montevideo 5:0        |
| Racing Montevideo – Rampla Juniors 3:2         |
| Montevideo Wanderers – Central Montevideo 2:1  |
| Defensor Sporting – Sud América Montevideo 6:2 |

### Końcowa tabela sezonu 1937
| Poz | Klub                      | Mecze | Zw | Rem | Por | Pkt | BrZd | BrStr |
| --- | ------------------------- | ----- | -- | --- | --- | --- | ---- | ----- |
| 1   | CA Peñarol                | 18    | 14 | 1   | 3   | 29  | 53   | 18    |
| 2   | Club Nacional de Football | 18    | 11 | 6   | 1   | 28  | 35   | 19    |
| 3   | Montevideo Wanderers      | 18    | 9  | 3   | 6   | 21  | 33   | 22    |
| 4   | River Plate Montevideo    | 18    | 8  | 4   | 6   | 20  | 36   | 35    |
| 5   | Rampla Juniors            | 18    | 6  | 6   | 6   | 18  | 34   | 32    |
| 6   | Central Montevideo        | 18    | 5  | 4   | 9   | 14  | 29   | 37    |
| 7   | Racing Montevideo         | 18    | 5  | 4   | 9   | 14  | 25   | 38    |
| 8   | CA Bella Vista            | 18    | 4  | 5   | 9   | 13  | 29   | 36    |
| 9   | Sud América Montevideo    | 18    | 4  | 5   | 9   | 13  | 24   | 37    |
| 10  | Defensor Sporting         | 18    | 4  | 2   | 12  | 10  | 30   | 54    |

### Baraż o utrzymanie się w pierwszej lidze
Najgorszy zespół w roku 1937 Defensor Sporting i najgorszy zespół w roku 1936 Racing Montevideo rozegrały mecz, którego przegrany miał rozegrać baraż o utrzymanie się w lidze z najlepszym zespołem drugiej ligi.
| Mecz                                      |
| ----------------------------------------- |
| Defensor Sporting – Racing Montevideo 4:1 |

Defensor Sporting zapewnił sobie pozostanie w pierwszej lidze.
| Mecz                                         |
| -------------------------------------------- |
| Liverpool Montevideo – Racing Montevideo 4:1 |
| Racing Montevideo – Liverpool Montevideo 4:1 |
| Liverpool Montevideo – Racing Montevideo 1:0 |

Klub Liverpool Montevideo awansował do pierwszej ligi. Klub Racing Montevideo miał spaść z ligi, ale podjęto decyzję, która pozwoliła temu klubowi pozostać w pierwszej lidze co zwiększyło ligę z 10 do 11 klubów.

### Klasyfikacja strzelców bramek
| Gole | Piłkarz           | Klub       |
| ---- | ----------------- | ---------- |
| 16   | Horacio Tellechea | CA Peñarol |